# 毛毛歌
《毛毛歌》是台灣「急智歌王」張帝的经典歌曲。

## 由来
1970年代末（具体时间不详），张帝有次在印度尼西亚的“海洋夜總會”演唱，有個醉酒的男子發酒瘋說：“張帝，你是不是什麼都能唱？我限你在三分鐘之內把全身的毛唱出來！唱不出來，就給我滾下來，回台灣去！你要會唱，你要什麼、我給你什麼！”張帝想了一會兒，對這名男子說：“你給得起嗎？你不是問我要什麼嗎？我就要你下去。大家聽好，音樂起！”這時，樂隊打了一個節奏，張帝於是即興唱了這首〈毛毛歌〉。〈毛毛歌〉歌词幽默风趣又不淫秽，很好地缓和了当时的气氛，受到观众欢迎。〈毛毛歌〉后来流传甚广，風靡了東南亞乃至全世界的華人圈。它的出現，更加奠定了张帝「急智歌王」的稱號。